# Pelochyta draudti
Pelochyta draudti is een beervlinder uit de familie van de spinneruilen (Erebidae). De wetenschappelijke naam van de soort is voor het eerst geldig gepubliceerd in 1922 door Adalbert Seitz.